# 最終決戰
《最終決戰》是一款於2023年12月8日推出的第一人稱射擊遊戲，由Nexon旗下的Embark Studios開發和發行。遊戲聚焦於團體戰的比賽，在環境可破壞的地圖上進行，鼓勵玩家利用可破壞的環境布置戰術來獲取優勢。遊戲從3月7日到3月21日期間進行封閉測試。

## 遊戲玩法
《最終決戰》圍繞著在電視轉播的虛擬戰鬥遊戲節目中競爭展開。這反映在遊戲過程中看到的全息人群和遊戲中提供的評論中，評論來自不同的主持人對於某個隊伍或整個遊戲的狀態作出的觀察。開發商Embark Studios表示，這款遊戲部分靈感來自於《飢餓遊戲》和2000年的電影《角鬥士》。
在基本模式（稱為「Cashout」）， 玩家組成三人隊伍， 競爭完成任務，包括打開金庫並將其運送到場上標記「兌現」符號的位置。 這些任務的某些方面受到了搶旗模式的啟發，需要隊伍控制該區域以執行所需的動作。 回合的最終贏家是根據成功運送金庫所賺取的積分和其他指標（如淘汰、協助、死亡、復活和任務）收集最多積分的隊伍。這些指標在比賽結束後也會顯示給玩家和他們的隊伍。玩家通過淘汰其他玩家、完成任務和一些戰鬥操作獲得遊戲中貨幣。
玩家根據「輕型」、「中型」、「重型」等級選擇角色，角色模型會隨之改變。某些武器、動作和功能是屬於特定於職業的，每個職業都有不同的移動速度。 輕型角色速度快且體型較小，可使用衝鋒槍和隱形，中型角色則可使用治療光束，並可使用突擊步槍和霰彈槍，而重型角色則是設計為能承受巨量攻擊，具備輕機槍和C4作為裝備選擇。
武器和裝備的使用不受角色類型的限制。例如，重型角色可以選擇使用破門錘，而輕型角色可以選擇使用刀子。中型角色也可以選擇使用治療光束（類似於《鬥陣特攻》中的慈悲）或除顫器，後者可使已被擊殺的隊友近乎瞬間復活。這並不是所有角色類型所有選擇的詳盡清單，並且忽略了其他可以影響移動性的裝備，例如中型角色可使用的鉤繩，以及滑車的存在，必須由具有該角色特徵的玩家放置，但任何人都可以使用。
遊戲的機制通過存在眾多自由變量来鼓勵積極的遊戲玩法。 这些自由變量包括玩家可改變的環境（包括破壞和部分的建设）、不同的天氣條件和日夜變化（在比赛之間變化），以及團隊組成。 場地中懸掛着一些物品，還有一些地上的道具可以被玩家拿起并扔出去，如桶子和植物盆栽。其中一些是爆炸性的，意味着它們會在撞擊時爆炸。  如果正確地破壞支撑結構，整个建築物都可能被摧毁。遊戲確實允許部分的建設，但這採用的是臨時結構（如玩家可以躲在後面的屏障），以及使用「凝膠槍」和「凝膠手榴彈」，它們都可以創建一個堅固的，可破壞的屏障，外觀類似於泡沫絕緣材料。
被擊敗的玩家會變成雕像，他們的隊友可以使用雕像來復活他們。如果進行複活的隊友擁有一台除顫器，則復活過程幾乎瞬間完成，否則需要大約五秒鐘的時間。如果時間足夠長，玩家可以選擇自行重生，但這將消耗所謂的“重生幣”。玩家的重生幣是有限的。

## 反響
針對《Hunters Arena: Legends》的初期測試版釋出後，包括AquaFPS等Twitch串流主在內的玩家們發現了一些較小的問題。其中包括角色時而會感覺像「溜冰」般滑行，以及在玩家死亡後進入「旁觀者」模式時會發出輕微但明顯的靜音雜音。而遊戲性能开销和低幀率的問題也一直是熱議的話題。

## 外部連結
- 官方网站 （页面存档备份，存于）